# Itapotihyla langsdorffii
Genre
Espèce
Synonymes
- Hyla langsdorffii Duméril & Bibron, 1841
- Osteocephalus langsdorffii (Duméril & Bibron, 1841)

Statut de conservation UICN

 LC  : Préoccupation mineure
Itapotihyla langsdorffii, unique représentant du genre Itapotihyla, est une espèce d'amphibiens de la famille des Hylidae.

## Répartition
Cette espèce se rencontre,, jusqu'à 700 m d'altitude :
- au Brésil dans la forêt atlantique de l'État de Bahia et du Minas Gerais à l'État de Santa Catarina ;
- dans le nord-est de l'Argentine dans la province de Misiones ;

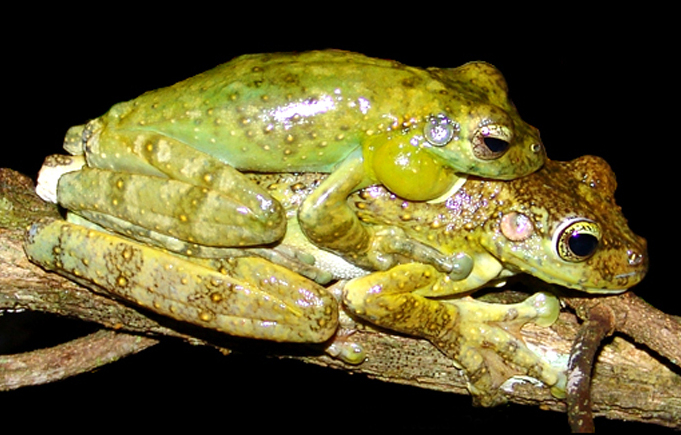

- dans l'est du Paraguay.

## Étymologie
Le nom du genre Itapotihyla vient du Tupi-guarani itá, le rocher, du Tupi-guarani poti, la fleur, et du latin hyla, la rainette, en référence à la ressemblance de cette espèce avec les lichens ou les mousses. L'espèce est nommée en l'honneur de Georg Heinrich von Langsdorff.

## Publications originales
- Duméril & Bibron, 1841 : Erpétologie générale ou Histoire naturelle complète des reptiles, vol. 8, p. 1-792 (texte intégral).
- Faivovich, Haddad, Garcia, Frost, Campbell & Wheeler, 2005 : Systematic review of the frog family Hylidae, with special reference to Hylinae: phylogenetic analysis and taxonomic revision. Bulletin of the American Museum of Natural History, vol. 294, p. 1-240 (texte intégral).